# 宝血堂 (纽约)
宝血堂（Church of the Most Precious Blood）是一座罗马天主教教堂，位于美国纽约市曼哈顿的小意大利社区，巴士特街113号，后门在茂比利街，属于天主教纽约总教区，是圣雅纳略的朝圣地。

## 历史
该堂创建于1888年，为曼哈顿下城迅速增加的意大利移民提供服务。教堂在1891年左右由斯卡拉布里尼修会（Scalabrini Fathers）开始建造。斯卡拉布里尼修会建立了基础，就资金耗尽。方济各会随后接管了该堂，在1904年完成了教堂建筑。
在每年9月19日的圣雅纳略瞻礼，该堂都会举行庆祝弥撒，弥撒结束后，将圣雅纳略雕像从教堂内抬出来，游行穿过小意大利的街道。宝血堂还是几个充满活力的宗教社团的所在地。除了强大的意大利传统，越南会众近年来也有所增长。该堂是越南艺术和学习文化中心的所在地。
波坦察的圣罗格会（The Saint Rocco of Potenza Society）最初于1889年成立时，设于现已拆除的圣若雅敬堂（St. Joachim's Church），在罗斯福街（Roosevelt Street）。之后，它搬到了唐人街门罗街（Monroe Street）的圣若瑟堂（St. Joseph Church），2015年，圣若瑟堂并入勿街（Mott Street）的显圣容堂，圣罗格会现在设在宝血堂。
2014年3月，由于缺少修士，方济各会撤出宝血堂，该堂受教区管理。2015年，该堂成为老圣巴德利爵主教座堂本堂区的一部分。
在慈悲特殊禧年期间，从2015年12月8日圣母无原罪瞻礼，到2016年11月20日基督君王瞻礼，这里举行了开启圣门的仪式。

## 建筑
该堂由威廉·希克尔公司设计，为意大利方济各会风格。大理石正祭台和侧祭坛采用纽约的波吉亚大理石。内部装饰为那不勒斯巴洛克风格。多纳图斯·布翁吉奥诺（Donatus Buongiorno）在墙壁和天花板上创作了30幅壁画。该建筑于1995年进行修复。1997年2月7日，该堂由总主教若望·奥康纳（John O'Connor）枢机重新祝圣。